# Leuven

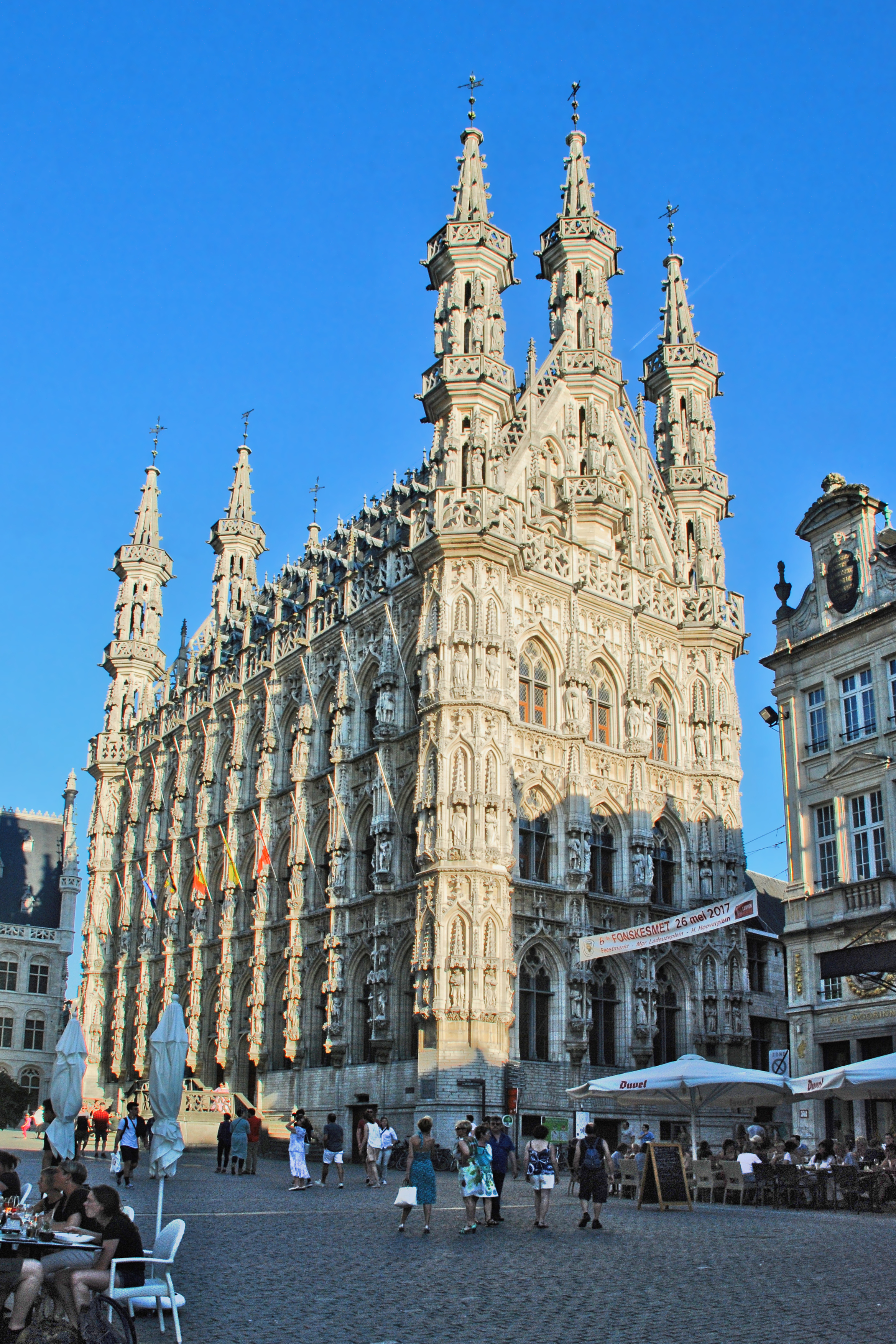
Gotycki ratusz w Leuven

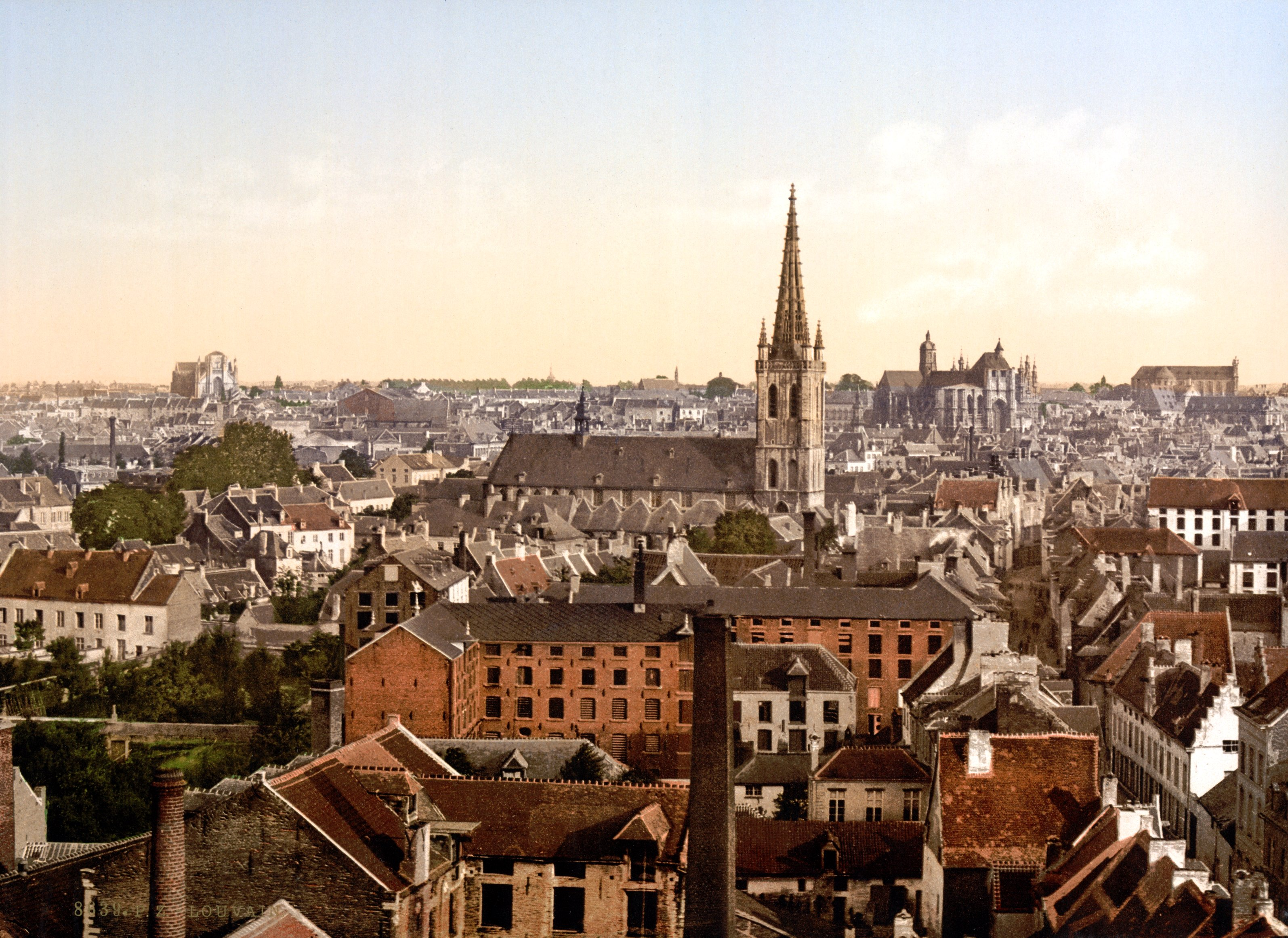
Widok miasta z lat 1890–1900

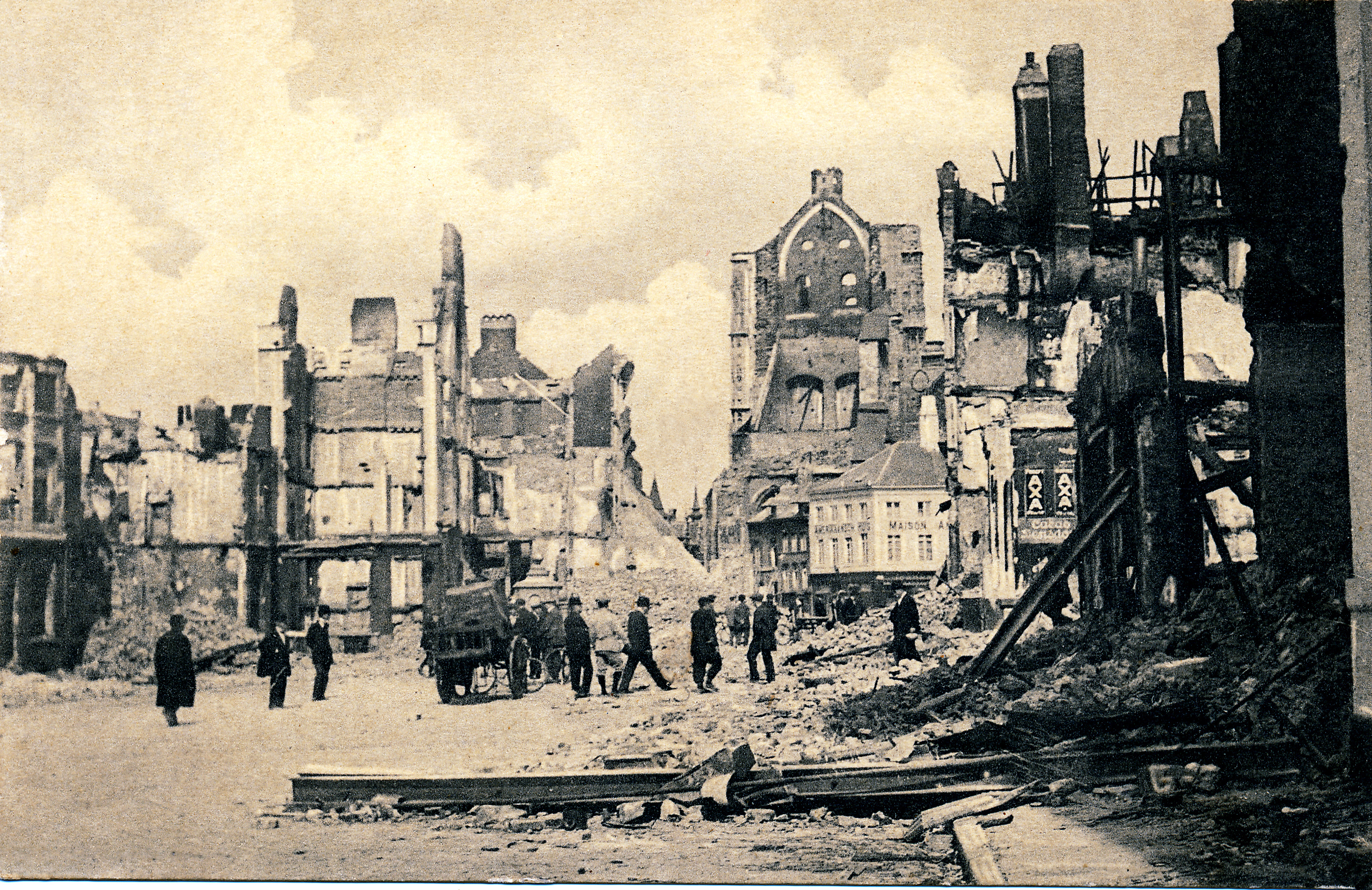
Rynek w Leuven (1914 r.)

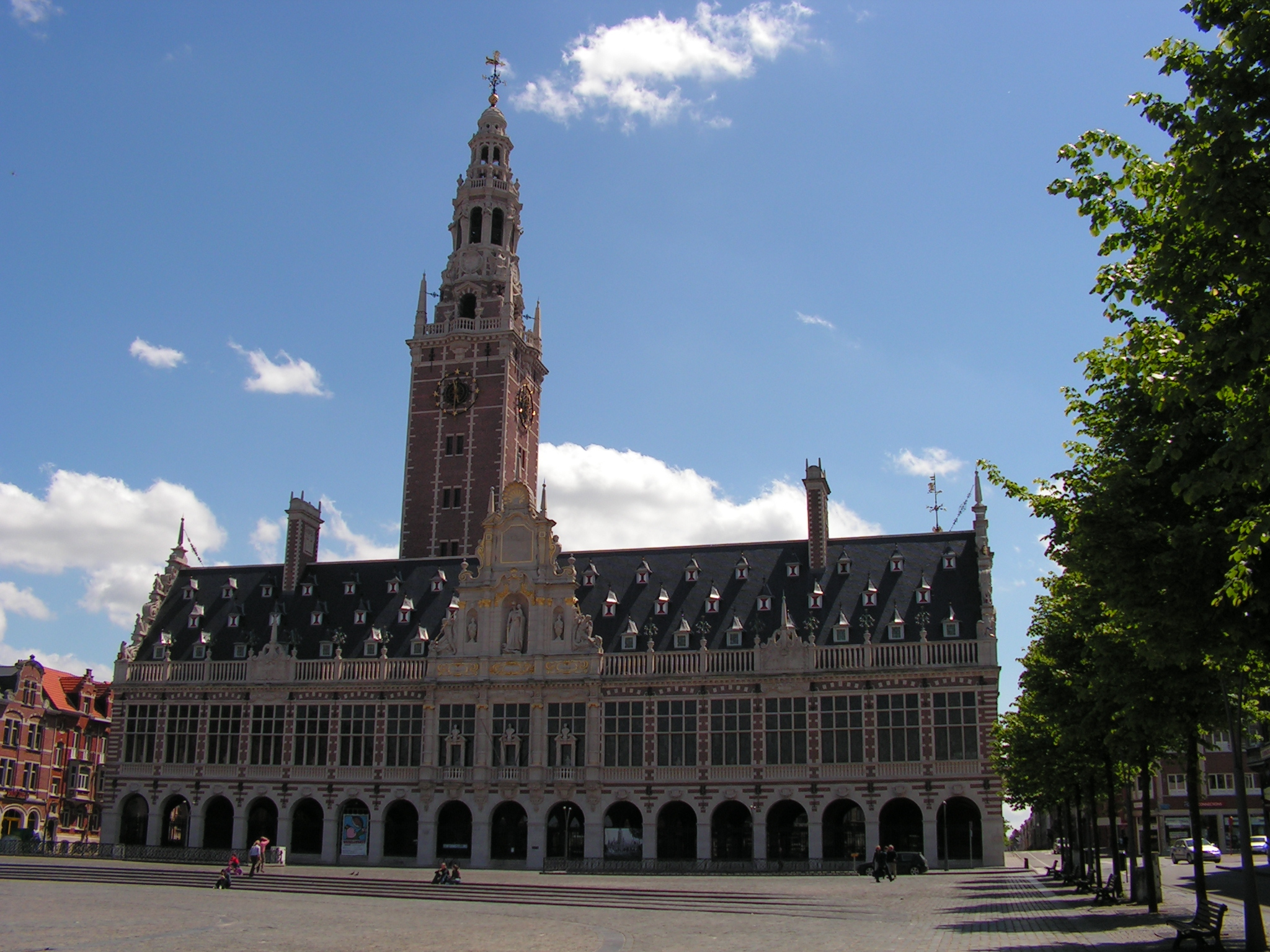
Biblioteka Uniwersytecka

Leuven (wym. [ˈløːvə(n)]ⓘ; fr. Louvain, wym. [luvɛ̃]; niem. Löwen; d. pol. Lowanium, Lovanium) – miasto w Belgii, w Regionie Flamandzkim, siedziba administracyjna prowincji Brabancja Flamandzka, w okręgu Leuven. Leży nad rzeką Dijle. Pod względem liczby mieszkańców jest największym miastem w prowincji.

## Podział administracyjny
W skład miasta wchodzą cztery dzielnice (deelgemeente):
- Heverlee
- Kessel-Lo
- Wijgmaal
- Wilsele

## Historia
Pierwsza wzmianka o Lowanium pochodzi z 891 roku (jako Loven), kiedy to armia wikingów została tu pokonana przez Germanów. Usytuowane nad rzeką Dijle, w pobliżu siedziby książąt Brabancji, było od XI do XIV wieku najważniejszym ośrodkiem handlowym księstwa.
W 1425 w mieście został założony największy i najstarszy uniwersytet w krajach Beneluksu, słynny Katolicki Uniwersytet Lowański (zreorganizowany w 1835). Studiowało na nim wielu Polaków. W 1970 został on podzielony na niderlandzkojęzyczny Katholieke Universiteit Leuven, który pozostał w mieście i francuskojęzyczny Université catholique de Louvain, który przeniósł się do nowo wybudowanego kampusu w Louvain-la-Neuve.
W XIV wieku w Leuven założono browar. Kontynuator tej tradycji, browar Stella Artois, którego tereny zajmują dużą część północno-wschodniego Leuven, jest jednym z podstawowych składników międzynarodowej korporacji Anheuser-Busch InBev – największego koncernu piwowarskiego na świecie, którego światowa centrala znajduje się w mieście i który jest największym przedsiębiorstwem belgijskim.
Wiek XX przyniósł miastu duże zniszczenia w wyniku dwóch wojen światowych. Biblioteka Uniwersytecka, celowo spalona przez Niemców w nocy z 25 na 26 sierpnia 1914 na początku pierwszej wojny światowej bezpowrotnie utraciła ponad 1000 rękopisów, 800 starodruków i około 300 tys. książek. Została odbudowana w nowym miejscu dzięki amerykańskiej pomocy finansowej i niemieckim reparacjom wojennym. Nowy gmach został całkowicie zniszczony podczas drugiej wojny światowej, tym razem od bomby alianckiej. Po wojnie została ponownie odbudowana i dziś stanowi symbol okrucieństwa wojny i solidarności aliantów.

## Zabytki i atrakcje turystyczne
Ośrodek turystyczny z licznymi muzeami i późnogotyckimi kościołami, m.in.:
- kolegiata św. Piotra (Sint-Pieter) przy rynku (Grote Markt) naprzeciw ratusza, zbudowana w latach 1425–1500, ukończona przez Jana Keldermansa i Mathijsa de Layens. Podczas II wojny światowej kościół został zniszczony; podczas restauracji natrafiono na romańską kryptę z XI wieku. W kościele znajduje się kilka malowideł z XVII i XVIII wieku (wśród nich znane malowidło Dirka Boutsa Ostatnia Wieczerza i grób księcia Brabancji, Henryka I. 50-metrowa wieża miała mieć 169 metrów i mieścić carillony, ale nigdy nie została ukończona. Wieża znajduje się na liście beffroi sporządzonej przez UNESCO w 1999.
- kościół św. Kwintyna (Sint-Kwinten)
- kościół św. Jakuba (Sint-Jacob)
- kaplica św. Antoniego (Sint-Antonius) z XVII wieku, w której znajduje się grób Ojca Damiana, księdza z Molokaʻi, beatyfikowanego przez papieża Jana Pawła II. Szczątki księdza zostały zwrócone Belgii w 1936, gdyż zostały one najpierw pochowane na hawajskiej wyspie Maui, gdzie przebywał on przed śmiercią
- ratusz z XV wieku, zbudowany przez Sulpitiusa van Vorsta i Jana II Keldermansa, a po ich śmierci przez Matheusa de Layensa w latach 1439–1463 w brabanckim stylu późnogotyckim.
- sukiennice z pierwszej połowy XIV wieku.
- liczne zabytkowe gmachy uniwersyteckie
- Biblioteka Uniwersytecka, zbudowana przez amerykańskiego architekta Whitneya Warrena. W wieży znajduje się jeden z największych na świecie carillonów
- w mieście znajdował się książęcy zamek wybudowany w XII wieku, który został zniszczony w wieku XVII. Dziś w miejscu, w którym stał zamek, znajduje się neogotyckie opactwo Keizersberg
- Wielki Beginaż (Groot Begijnhof) jest jednym z ostatnich tego typu budynków na świecie. Znajduje się on na liście światowego dziedzictwa UNESCO
- kościół św. Gertrudy (Sint-Geertrui) i Mały Beginaż (Kleine Begijnhof)
- nieliczne fragmenty dawnych średniowiecznych murów obronnych
- ogród Botaniczny założony na terenie po dawnym klasztorze kapucynów
- zespół klasztorny Keizersberg wybudowany w XIX wieku
- Fonske – posąg znajdujący się prawie w centrum miasta. Jego pełna nazwa to Fons Sapientiae, co po łacinie znaczy „źródło mądrości”. Posąg przedstawia studenta, który czytając książkę, pozwala wiedzy wypełnić jego umysł, tak jak płyn wypełnia szklankę. Fonske, podobnie jak znajdujący się w Brukseli Manneken pis, jest od czasu do czasu ubierany w różne stroje, zależnie od okazji
- w dzielnicy Heverlee znajduje się zamek Arenberg, obecnie wraz z przyległym terenem należący do uniwersytetu
- zabytkowe opactwo norbertanów Abdij van Park

## Gospodarka
Miasto jest ośrodkiem przemysłu maszynowego, włókienniczego, spożywczego. Znajduje się w nim stacja kolejowa Leuven.

## Węzeł Wiedzy i Innowacji EIT w Leuven
Leuven jest jednym z centrów Węzła Wiedzy i Innowacji (Sustainable Energy) Europejskiego Instytutu Technologicznego. W projekcie uczestniczą też uczelnie i przedsiębiorstwa z Hiszpanii, Holandii, Niemiec, Polski (polskim koordynatorem projektu jest krakowska AGH oraz gliwicka Politechnika Śląska) i Szwecji. Udział w projekcie pozwala na tworzenie zupełnie nowych technologii i ich transfer do biznesu na ogromną skalę. Na badania wykorzystywane w biznesie przypadnie 120 mln euro rocznie.

## Współpraca
Miejscowości partnerskie:
- Cristian, Rumunia
- Kraków, Polska
- Lüdenscheid, Niemcy
- Ottignies-Louvain-la-Neuve, Brabancja Walońska
- Rennes, Francja
- ’s-Hertogenbosch, Niderlandy
- Stellenbosch, Południowa Afryka
- Tainan, Tajwan